# Vista sobre los techos, efecto de nieve
Vista sobre los techos, efecto de nieve (también Tejados bajo la nieve) es un cuadro del pintor Gustave Caillebotte, realizado en 1878, que se encuentra en el Museo de Orsay de París.

## El tema

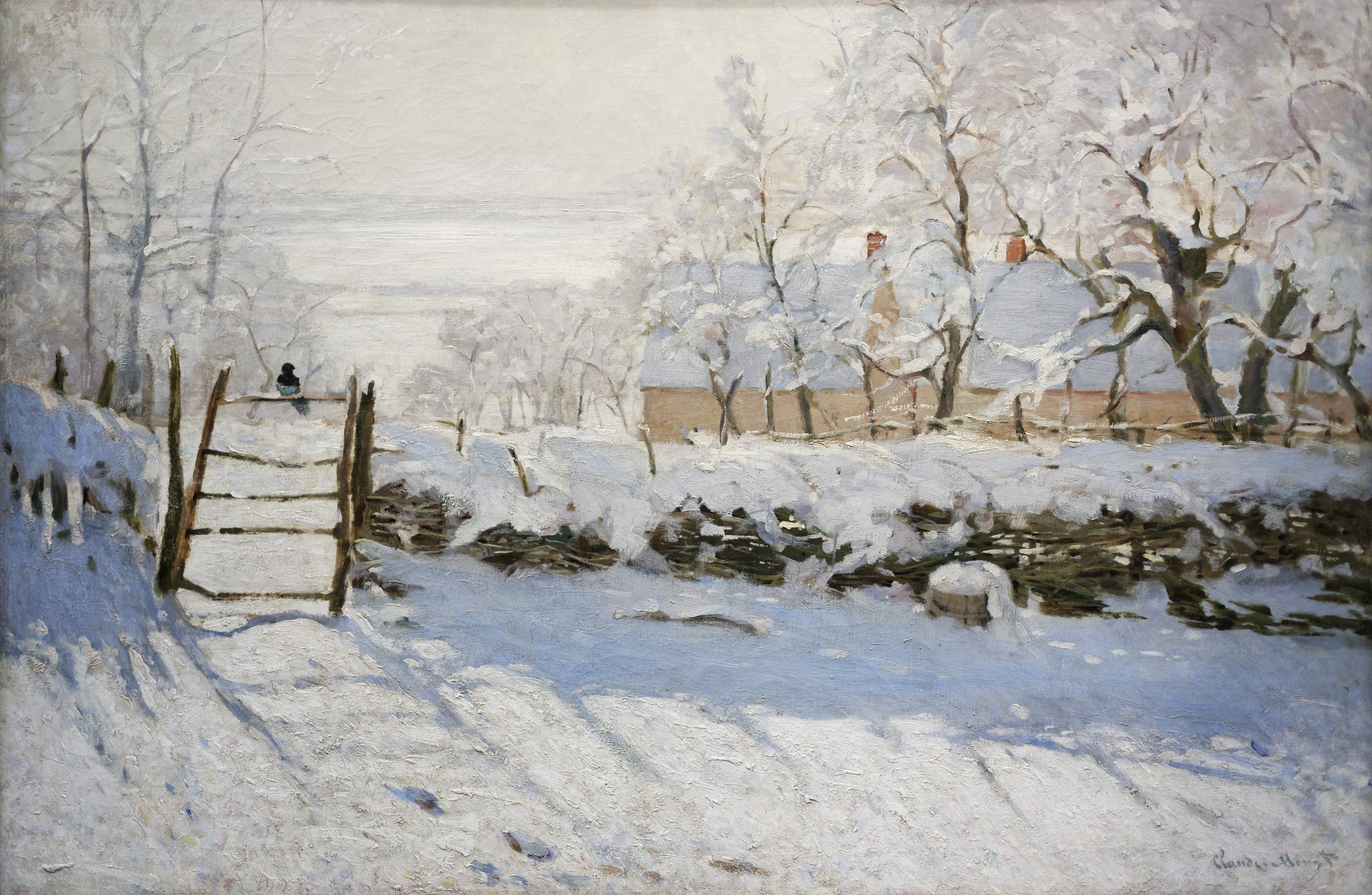
La urraca (La pie), 1869, Claude Monet.

Los tejados de la capital de Francia, París, son un motivo frecuente en la pintura, el cine y otras artes, a menudo utilizados como símbolo para denotar la ciudad en sí. Esta pintura fue realizada por Caillebotte en el contexto de la cuarta exposición impresionista organizada en París en 1879. Son veinticinco obras, dos de ellas de vistas de tejados. En 1894, su hermano Marcial, músico y fotógrafo, los donó al Museo de Luxemburgo. La obra pasaría al Louvre en 1929, a la Galería Nacional del Juego de Palma en 1947 y en la actualidad al Museo de Orsay.
Los cambios atmosféricos que se produce en un paisaje de nieve suelen ser preocupaciones típicas de los artistas impresionistas. La sensación de invierno es un tema ya tratado por pintores como Armand Guillaumin (Camino hundido, efecto de nieve, de 1868-1869) y Monet (La urraca, 1869). Pero mientras que las obras anteriores se realizan en el campo cubierto de nieve, Caillebotte eligió un contexto urbano para abordar esta cuestión. 
Desde 1876, Caillebotte tiende a hundirse en la melancolía tras una serie de fallecimientos en la familia. En 1878, Caillebotte acababa de perder a su madre después de la muerte de su hermano René (1876) y su padre el día de Navidad de 1874. Por otra parte, convencido de que su fin estaba cerca (moriría en 1894, a los 45 años), escribió su testamento en 1876. 
Caillebotte expresa la tristeza de su alma en este paisaje de tejados cubiertos de nieve. Para resaltar aún más el efecto de la opresión y pesadez, en lo alto del horizonte, sugiere un cielo oscuro reducido a una banda gris. A continuación, la maraña de tejados no permite aún anunciar la primavera. Unos meses más tarde, Caillebotte dejaría de pintar. A pesar de que todavía realizaría algunas pinturas, esta obra es de alguna manera, su canto del cisne.